# 422 (số)
422 (bốn trăm hai mươi hai) là một số tự nhiên ngay sau 421 và ngay trước 423.